# Parateclaia euromarge
Parateclaia euromarge är en nässeldjursart som beskrevs av Bouillon et al. 2000. Parateclaia euromarge ingår i släktet Parateclaia och familjen Teclaiidae. Inga underarter finns listade i Catalogue of Life.